# Тамахтай (погребение)
Тамахтай — разрушенное неолитическое погребение, с находками, типичными и характерными для погребальных комплексов; по другой версии — клад. Открыто в 1968 году археологом Л. Г. Ивашиной недалеко от села Новая Брянь Заиграевского района Республики Бурятии. Памятник датируется неолитом: 7-м — 5-м тысячелетием до н. э. Коллекция найденных артефактов идентична по составу основного сырья, из которого они были изготовлены, с артефактами из поселений Каменка, Варварина Гора, Евсеева Гора и месторождений туфов и перлитов Мухор-Тала. Находки хранятся в Музее истории Бурятии.

## Географическое положение
Памятник находится в 16 км на юго-запад от села Новая Брянь Заиграевского района Республики Бурятии в лесистой пади под названием Тамахтай.

## Погребение
Осенью 1968 года в Бурятский Республиканский краеведческий музей им. М. Н. Хангалова поступило сообщение, что в пади Тамахтай, недалеко от населённого пункта Новая Брянь, было найдено большое нефритовое тесло, после чего археологом Л. Г. Ивашиной, старшим научным сотрудником музея, было проведено обследование этого места. В пади Тамахтай леспромхозом когда-то была проложена дорога, которая позже оказалась заброшена и из-за размывов частично разрушилась. В одном из таких размывов глубиной до 1,5 м и было найденное прямоугольное тесло из тёмно-зелёного нефрита. После зачистки размыва на глубине 0,5—0,6 м в рыхлой песчанистой супеси были обнаружены и другие находки, лежавшие в беспорядке.
Находки, найденные во время исследования, аналогичны находкам из поздненеолитических памятников бассейна реки Ангары и памятников Прибайкалья, а также Фофановскому могильнику в Бурятии. Признаков погребения ни вместе с вещами, ни в непосредственной близости от них обнаружить не удалось. Не было даже мелких обломков костей. Поэтому было предположено, что найденные изделия представляют собой своеобразный клад неолитических орудий, заготовок и украшений. Но, по мнению Л. Г. Ивашиной, это разрушенное неолитическое погребение, так как набор находок типичный и весьма характерный для погребальных комплексов. Петрографический анализ коллекций артефактов, найденных в погребении Тамахтай, показал их идентичность по составу основного сырья с артефактами, найденными при раскопках памятников Каменка, Варварина Гора, Евсеева Гора, и месторождений туфов и перлитов Мухор-Тала, который располагается в 40 км восточнее них.
Л. Г. Ивашина отмечает, что в раскопанном одиночном погребение в пади Тамахтай комплекс черт ангарского китоя представлен только в одиночных элементах — в погребении присутствует охра, имеются шлифованные орудия из зелёного нефрита, украшения из просверлённых зубов марала. В то же время отсутствуют такие типичные китойский признаки, как разнообразие ассортимента рыболовных орудий, полуцилиндрических брусков из песчаника, использовавшихся в качестве выпрямителя древков стрел, а также наличие парных или групповых захоронений в одной могильной яме.

## Находки
Находки, обнаруженные при исследования погребения-клада, датируются 7-м — 5-м тысячелетием до н. э. Все они хранятся в музее истории Бурятии:
- Подвеска из зубов марала, содержащая 99 клыков благородного оленя (марала); длина — 20—30 мм, толщина — 12—16 мм, диаметр отверстия — 2,70—3,01 мм. Отверстия для подвешивания просверлены в средней части основания зубов. Большинство зубов в связке имеют следы охры. Перфорирование зубов производилось различными путями: биконическое сверление с двух сторон, перфорирование каменной разверткой, лучковое сверление. Имеют следы износа; скорее всего, носились на груди как ожерелья либо пришивались на одежду. Похожие предметы имеют широкое региональное распространение в культурах неолита и бронзового века Байкальской Сибири[6].
- Бусины (бисер) из костяной пасты в виде мелких коротких цилиндриков и плоских тонких дисков длиной 4,01—3,99 мм, толщиной 1,97—2,28 мм и диаметром отверстий 1,21 мм. Бисер выветрелый, лёгкий, бело-серого с желтоватым оттенком цвета. На отдельных дисках отмечены следы охры. Количество по связкам — более 300 штук[7].
- Тесло, изготовленное из тонкой в сечении плитки нефрита тёмно-зелёного цвета с асимметрично приострённым обушком (угол заострения лезвия — 30 градусов) и слегка расширенным чуть скошенным краем лезвия. Длина — 308 мм, ширина — 73,87 мм, толщина в средней части — 13,78 мм, длина лезвия — 83,29 мм[8].
- Обушковый нож, изготовленный из пластины зелёного нефрита, с односторонней заточкой лезвия[9]. Рабочий край затуплен, имеются зазубрены — следы работы[1]. Длина — 69,58 мм, ширина — 16,73—23,28 мм, толщина — 3,21 мм[9].
- Призматическая пластина № 1, прямая в профиле, но дугообразно загнутая к основанию, имеет поперечно-прямой край. Длина — 76 мм, ширина — 12 мм. Поверхность пластины шоколадно-коричневого цвета, изготовлена из яшмы[10].
- Призматическая пластина № 2, прямая в профиле, но дугообразно загнутая к основанию, имеет поперечно-прямой край. Сечение неровно-линзовидное. Поверхность пластины шоколадно-коричневого цвета, изготовлена из яшмы. Длина — 76 мм, ширина — 12 мм[11].
- Призматическая пластина № 3 прямоугольной формы имеет прямой профиль, который слегка дугообразно загнут. Пластина имеет параллельную огранку с широкими краевыми гранями и узкой средней гранью. Изготовлена из халцедона, имеет желтовато-серый цвет с коричнево-зеленоватым вкраплением. Длина — 110 мм, ширина — 14 мм[12].
- Призматическая пластина № 4 прямоугольной формы имеет прямой профиль, который слегка дугообразно загнут. Пластина имеет параллельную огранку с широкими краевыми гранями и узкой средней гранью. Изготовлена из халцедона, имеет желтовато-серый цвет с коричнево-зеленоватым вкраплением. Длина — 130 мм, ширина — 15 мм[13].